# Stilbocarpa
Stilbocarpa là chi thực vật có hoa trong họ Araliaceae.